# Journal of Medical Genetics
Il Journal of Medical Genetics è una rivista medica incentrata sulla genetica umana. È stata fondata nel settembre 1964 ed è pubblicata dalla BMJ Group. Il redattore capo è Constantin Polychronakos (McGill University Health Center).